# Суботица Подравска
Суботица Подравска је насељено место у саставу општине Расиња у Копривничко-крижевачкој жупанији, Хрватска. До територијалне реорганизације у Хрватској налазила се у саставу старе општине Копривница.

## Становништво
На попису становништва 2011. године, Суботица Подравска је имала 510 становника.

## Попис1991.
На попису становништва 1991. године, насељено место Суботица Подравска је имало 655 становника, следећег националног састава:
| Попис 1991.‍  | Попис 1991.‍  | Попис 1991.‍ | Попис 1991.‍ | Попис 1991.‍ |
| ------------ | ------------ | ----------- | ----------- | ----------- |
|              |              |             |             |             |
| Хрвати       | Хрвати       |             | 628         | 95,87%      |
| Срби         | Срби         |             | 8           | 1,22%       |
| Југословени  | Југословени  |             | 1           | 0,15%       |
| Македонци    | Македонци    |             | 1           | 0,15%       |
| Немци        | Немци        |             | 1           | 0,15%       |
| Словенци     | Словенци     |             | 1           | 0,15%       |
| неопредељени | неопредељени |             | 1           | 0,15%       |
| непознато    | непознато    |             | 14          | 2,13%       |
| укупно: 655  |              |             |             |             |